# اندی میچل (بازیکن فوتبال، زاده ۱۹۰۷)
اندی میچل (انگلیسی: Andy Mitchell; ۲۰ آوریل ۱۹۰۷ – ۳ دسامبر ۱۹۷۱) بازیکن فوتبال اهل بریتانیا بود.
از باشگاه‌هایی که در آن بازی کرده‌است می‌توان به باشگاه فوتبال دارلینگتون، باشگاه فوتبال هال سیتی، باشگاه فوتبال نورث‌همپتون تاون، باشگاه فوتبال منچستر یونایتد، باشگاه فوتبال نوتس کانتی، و باشگاه فوتبال ساندرلند اشاره کرد.